# Maxingvest
Maxingvest AG, anciennement Tchibo Holding AG, est un groupe d'investissement familial allemand, aujourd'hui dirigée par les frères Michael Herz et Wolfgang Herz.

## Histoire
La société café Tchibo a été créée en 1949 par Max et Ingeburg Herz qui ont eu cinq enfants : Günter, Daniela, Michael, Wolfgang et Joachim.
À la mort de Max en 1965, l'aîné, Günter prend la direction de la société pendant 35 ans et développe la société sur un modèle économique original, associant au café la vente de produits d'usage courant comme les vêtements et les ustensiles de cuisine.
Des dissensions familiales apparaissent et leur mère Ingeburg décide de favoriser trois de ses enfants : Michael, Wolfgang et Joachim, mettant progressivement de côté, Günter et Daniela.
En 2002, Tchibo vend Reemtsma — cigarettes (West, Stuyvesant) — pour 6 milliards d'euros à Imperial Tobacco.
En 2003, Günter et Daniela, finissent par quitter la société et rachètent 16 % de l'entreprise Puma avec les 4 milliards d'euros reçus pour leur part de 39 % vendue à Michael et Wolfgang. En 2005, ils montent leur participation à 25 % afin de protéger la société Puma d'une offre de Nike.
En 2007, Tchibo prend un nouveau nom Maxingvest.
Joachim, aussi en conflit avec ses deux frères et parti résider aux États-Unis, meurt à l'âge de 66 ans dans un accident de baignade en juin 2008. Toujours en juin 2008, Maxingvest après avoir ramassé 12 % d'Escada en bourse, les deux frères Herz réussissent par un coup de putsch au conseil d'administration à prendre le pouvoir, virent le président Jean-Marc Loubier, un ancien de LVMH, le remplacent par Bruno Sälzer, ancien dirigeant d'Hugo Boss et lancent deux augmentations de capital de 50 millions d'euros, l'une réservée et l'autre ouverte au public. Leur but est de diluer la part du premier actionnaire actuel, le Russe Rustam Aksenenko.

## Activité
Le groupe a bâti sa fortune sur la distribution de café — empire Tchibo — et a multiplié des participations au fil du temps et des occasions dont beaucoup se sont révélées être des succès d'investissement. C'est un peu pour cela que le groupe fut longtemps connu pour ses produits dérivés qui changent chaque semaine, s'agissant souvent de vêtements, de produits ménagers, d'appareils électroniques et électriques.

## Participations
- Tchibo, 100 %, café
- Beiersdorf, 50 %, marques : Nivea, Hansaplast, Eucerin, La Prairie
- Escada, 12 %, vêtements prêt-à-porter